# Route reflector

Route reflector BGP.

Le réflecteur de route (ou RR, en anglais « route reflector ») est un composant utilisé par certains protocoles de routage comme BGP.

## Fonctionnement du route reflector
À l'intérieur d'un système autonome, les routes ne sont pas transitives, c'est-à-dire qu'une route reçue d'un voisin iBGP n'est pas transmise aux autres voisins iBGP. Pour que les routes soient connues par l'ensemble des routeurs de l'AS, ceux-ci établissent donc des connexions entre eux dans un maillage complet (full mesh, chaque routeur communique avec tous les autres), ce qui pose un problème d'échelle quand ces routeurs sont nombreux, le nombre de connexions augmentant comme le carré du nombre de routeurs. L'addition d'un nouveau routeur oblige à modifier la configuration de tous les routeurs BGP de l'AS.
Le route reflector permet de diminuer cette contrainte : il redistribue les routes apprises par iBGP à des pairs iBGP (appelés ses clients). Ceux-ci n'ont besoin que d'établir des sessions iBGP qu'avec le RR.
Des précautions sont prises via les attributs BGP optionnels non-transitifs ORIGINATOR_ID et CLUSTER_LIST pour éviter le bouclage dans l'annonce de routes.
En général on utilise au moins deux RR pour assurer la redondance en cas de défaillance d'un RR.
Le route reflector est fréquemment utilisé dans les réseaux MPLS. Il est généralement réservé à cet usage et n'est pas employé pour le transit du trafic.